# 江森敬治
江森 敬治（えもり けいじ、1956年 - ）は、日本のジャーナリストである。元毎日新聞編集委員。

## 履歴
1956年、埼玉生まれ。早稲田大学卒業後、毎日新聞に入社。京都支局、東京本社社会部宮内庁担当を経て編集委員を歴任。毎日新聞を定年退職し、フリーの皇室ジャーナリストとして活動をしている。2022年5月上程した『秋篠宮』(小学館)がベストセラーとなった。

## 人物
秋篠宮文仁親王に親しく、親王に関する著作を数多く著している。妻がかつて学習院大学経済学部の副手をしており、その関係で親王妃紀子や父の川嶋辰彦と知己であった。上記『秋篠宮』の執筆の動機は「世間で報じられる秋篠宮像と実際のそれの間にあまりにもギャップがあり」自分が身近で知る親王像を伝えたかったからとしている。

## 著作
- 『秋篠宮さま』毎日新聞社、1998年
- 『雅子さま　殿下の愛に守られて』集英社、2001年
- 『銀時計の特攻―陸軍大尉若杉是俊の幼年学校魂』文春新書、2008年
- 『美智子さまの気品』主婦と生活社、2008年
- 『秋篠宮』小学館、2022年
- 『悠仁さま』講談社、2025年